# Conus gondwanensis
Conus gondwanensis é uma espécie de gastrópode do gênero Conus, pertencente a família Conidae.